# Артс, Петер
Петер «Нидерландский Лесоруб» Артс (нидерл. Peter Aerts, род. 25 октября, 1970) — нидерландский спортсмен, выступающий в кикбоксинге и тайском боксе в тяжёлой и супертяжёлой весовых категориях. Трёхкратный победитель гран-при K-1 (1994, 1995, 1998 годы), чемпион мира по кикбоксингу в тяжёлом весе (1990—1992 годы, версия IKBF), чемпион мира по тайскому боксу в тяжёлом весе (1991—1995 годы, версия WMTA), чемпион мира по тайскому боксу в супертяжёлом весе (1995—1997 годы, версия WMTA), победитель турнира Night of the Stars (1994 год). Петер Артс является самым постоянным участником гран-при К-1, завоевав право на участие в 17 из 19 финальных турниров.

## Спортивная карьера

### Ранние годы
Увлекаясь в детстве футболом, Артс открыл для себя единоборства в 1983 году, когда пошёл в секцию тхэквондо. Годом позже Петер переключился на кикбоксинг и провёл первый профессиональный бой в 1985 году. Свой первый титул (по версии молодой немецкой федерации IKBF) Артс завоевал в апреле 1990 года, побив Яна Остербана.

### Переход в Chakuriki Gym и путь к вершине
В 1991 году Артс стал бойцом клуба Chakuriki Gym, где начал выступать под тренерством знаменитого Тома Харринка. Очень скоро — в ноябре — Петер решением судей одержал верх над вероятно сильнейшим тяжеловесом в тайском боксе того времени Франком Лобманом (65-0, 63 КО), завоевав один из самых престижных поясов — WMTA. В апреле 1992 года в нетитульном поединке Артс выиграл у чемпиона мира по кикбоксингу (фулл-контакт с лоу-киком) по версии WKA Мориса Смита.
В сентябре 1992 года и марте 1993 года Петер повторно встретился с упомянутыми соперниками и вновь оказался сильнее, добившись досрочных побед. С этого времени молодой Артс фактически стал лучшим тяжеловесом мира в тайском боксе и одним из лучших в кикбоксинге.

### K-1 Grand Prix 1993: в числе фаворитов
В апреле 1993 года Артс стал одним из участников грандиозного турнира К-1, призванного выявить сильнейшего бойца ударных единоборств в открытой весовой категории. Правила турнира («японский» кикбоксинг) Петеру были отлично знакомы (по этим правилам он одерживал верх, в том числе, над Морисом Смитом). Обладатель пояса WMTA, Артс был одним из фаворитов (тем более, что звёзды «американского» кикбоксинга Дэннис Алексио и Стэн Лонгинидис участия в турнире не приняли).
Первым соперником Петера стал Эрнесто Хост, также владевший чемпионским поясом WMTA, но в полутяжёлом весе (к моменту боя разница в габаритах была не слишком большая: Артс весил 91,5 кг, Хост — 88 кг). Хост был старше Петера и пятью годами ранее побеждал тогда ещё совсем юного Артса. На этот раз Петер вновь уступил решением большинства судей в упорном бою — первый гран-при К-1 оказался для него неудачным.

### Три года без поражений
В течение года, прошедшего между первым и вторым гран-при К-1, Петер провёл три поединка, выиграв их досрочно. В двух случаях он успешно защитил свой титул чемпиона мира по тайскому боксу.
Гран-при 1994 года началось для Артса с победы нокаутом над голландцем Робом ван Эсдонком и продолжилось полуфинальной встречей с Патриком Смитом, сенсационно нокаутировавшим в первом бою Энди Хуга. Сдержав агрессивный и сумбурный натиск американца, Петер добился досрочной победы в начале второй минуты первого раунда. В финале его ожидал японский боец Масааки Сатакэ, отметившийся громкой победой над австралийцем Стэном Лонгинидисом и выбивший из турнира прошлогоднего чемпиона Бранко Цикатича. Решением судей победа и звание нового чемпиона достались Артсу.
В сентябре 1994 года Петер выступил на турнире Night of the Stars у себя на родине. Все три боя от четвертьфинала до финала Артс выиграл досрочно, побив, в том числе, в третий раз Франка Лобмана.
В очередной раз защитив титул чемпиона по тайскому боксу и отметившись победой на шоу К-1 в Нагое, Петер подошёл к гран-при 1995 года. На этот раз участников стало больше, и для победы Артсу пришлось пройти четверых соперников. Нокаутировав в 1/8 финала Кирквуда Уокера и в первом (четвертьфинальном) бою итоговой «восьмёрки» Тосиюки Атокаву, Петер встретился в полуфинале со своим прошлым обидчиком Эрнесто Хостом. К тому времени Хост, дважды побеждавший Артса ранее, окончательно перешёл в тяжёлый вес, достигнув в полутяжёлом всех возможных высот (дважды выиграл гран-при К-2, побил лучшего представителя тайского бокса Чангпхыака Киатсонгрыта и лучшего бойца фулл-контакта Рика Руфуса). Однако на этот раз добиться победы Эрнесто не удалось, и после дополнительного (четвёртого) раунда Петер был объявлен победителем. В финальном бою Артс нокаутировал ударом в корпус в первом раунде новую звезду — французского нокаутёра Жерома Ле Банне, выиграв гран-при во второй раз.

До конца 1995 года Петер продолжал доказывать своё лидерство, присоединив к своим регалиям титул чемпиона мира по тайскому боксу по версии WMTA в супертяжёлом весе (побил немца Хюберта Нюмриха) и одержав верх над новоиспечённой элитой тяжёлого веса австралийцем Сэмом Греко (в сентябре; решение судей, три нокдауна от ударов в область печени) и южноафриканцем Майком Бернардо (в декабре; нокаут на 40-й секунде первого раунда).
В марте 1996 года в 1/8 финала очередного гран-при Артс ожидаемо побил Жана-Клода Лёйе, получив путёвку в майский четвертьфинал. К этому времени Петер оставался непобеждённым в двадцати подряд боях на протяжении трёх лет в кикбоксинге и уже почти пять лет не имел конкурентов в тайском боксе. Его победы над Лобманом, Смитом, Хостом, Сатакэ, Ле Банне, Греко, Бернардо делали неоспоримым статус лучшего тяжеловеса и не оставляли сомнений, что выиграть третий гран-при Артсу по силам.

### Майк Бернардо
В четвертьфинале гран-при 1996 года соперником Артса стал уже знакомый ему Майк Бернардо, быструю победу над которым Артс одержал полугодом ранее. Бернардо относился к новой волне тяжеловесов, появившись на большом ринге в 1995 году и успев досрочно победить Энди Хуга (дважды), Стэна Лонгинидиса и Джеффа Руфуса. Крупногабаритный нокаутёр, Майк уделял много внимания боксу и даже провёл на профессиональном ринге по правилам бокса девять боёв. В первом раунде, начавшемся с привычного давления чемпиона, Петер сначала заработал рассечение над правым глазом, а перед гонгом получил удар в голову, едва не сбивший его с ног. В начале второго раунда Артсу уже был отсчитан нокдаун. С трудом «выжив», Петер возобновил наступление, пренебрегая защитой. Наконец, в начале третьего раунда во время размена ударами Бернардо нокаутировал Артса левым хуком. Поражение чемпиона стало самой громкой сенсацией в мире кикбоксинга в 1996 году.
В сентябре 1996 года состоялся реванш. К нему Бернардо подошёл финалистом гран-при (выиграть ему помешал Энди Хуг, ставший новым чемпионом). В первом раунде Артс выглядел уверенно, доводил до цели удары, уходя от опасных атак Майка. Однако, в размене в конце раунда Петер непредумышленно нанёс удар ногой в область паха соперника. Бернардо упал и не смог восстановиться, в результате чего была объявлена победа южноафриканца в виду дисквалификации.
Поскольку противостояние не нашло разрешения, новый реванш был проведён уже месяц спустя. Петер вёл себя осторожнее, чем в бою полугодичной давности, что приносило ему успех, и выиграл первый раунд, отправив Бернардо в нокдаун. Во втором раунде уже Артсу отсчитали нокдаун, хотя ситуация больше походила на потерю равновесия, и общая картина трёхминутки не показала преимущества Майка. В третьем раунде Петер пошёл вперёд, но в середине отрезка в размене пропустил потрясший его сильный удар в голову. Через некоторое время добивания Бернардо отправил Артса в нокаут, на этот раз правым хуком.
1996 год принёс Петеру три подряд поражения от Бернардо, который стал для него непреодолимым препятствием, хотя тот и не унаследовал чемпионство. Нокауты вскрыли огрехи в защите Артса, что подтолкнуло его к решению покинуть своего тренера Тома Харринка и оставить Chakuriki Gym.

### Путь к реваншу
Возвращение Петера на ринг состоялось в феврале 1997 года после 4-месячного перерыва, когда он в последний раз вышел на бой по правилам тайского бокса (защитил титул чемпиона мира WMTA). Месяц спустя пришло время вернуться по-настоящему в бою с новым чемпионом Энди Хугом. Энди, достигший ранее высот в каратэ-кёкусинкай и каратэ-сейдокайкан, теперь оказался в лидерах в кикбоксинге, имея в активе победы над Бранко Цикатичем, Джеффом Руфусом, Жеромом Ле Банне, Эрнесто Хостом, Стэном Лонгинидисом и обидчиком Петера Майком Бернардо. Откровенно доминируя над соперником, Артс завершил поединок в конце второй минуты первого раунда техническим нокаутом. Победа над триумфатором гран-при 1996 года вернула Петера в число лидеров тяжёлого веса. Ещё одним подтверждением того, что Артс не сломался после неудач, стала убедительная победа (нокаут во втором раунде) над Жеромом Ле Банне в июле 1997 года.
Гран-при 1997 года началось для Петера с победы над известным ветераном бокса и кикбоксинга (чемпион мира в обоих видах) Джеймсом Уоррингом. А в четвертьфинале Артса ожидала пятая встреча с Майком Бернардо. На этот раз Петер не оставил Майку шансов и, доминируя на протяжении всего боя, отправил южноафриканца в нокаут ударом по корпусу в третьем раунде (до того Бернардо успел побывать в нокдауне). Убедительный реванш, в ходе которого Петер сумел нейтрализовать опасные атаки соперника, опроверг мнение о непроходимости Бернардо для Артса.

### Победитель чемпионов. Энди Хуг
После принципиального противостояния с Бернардо, вылившегося в напряжённый трёхраундовый бой, Артс вышел в полуфинале против Энди Хуга, который свой четвертьфинальный поединок завершил всего за пятнадцать секунд, нокаутировав Масааки Сатакэ. Вторая встреча со швейцарцем оказалась не такой лёгкой, как мартовская. Хуг смог уйти от атак нацеленного на нокаут Петера, заслужив в итоге победу решением судей. Исчерпав себя в реванше с Бернардо, Артс во второй раз остался без главной награды в мире кикбоксинга (интересно, что как и в прошлый раз победивший Петера боец не смог стать чемпионом: в финале Хуга побил Эрнесто Хост, добившийся, наконец, чемпионства спустя три года после ухода из полутяжёлого веса).
Спустя пять месяцев после гран-при в апреле 1998 года Артс встретился с Эрнесто Хостом в бою и одержал верх решением судей по окончании пяти раундов (превосходство Петера было явным, в первом раунде Хосту отсчитали нокдаун). Побеждать действующих чемпионов К-1 стало для Артса своего рода традицией.
Через два месяца Петер отправился в Цюрих, чтобы на родине Энди Хуга взять у того реванш. На кону стоял чемпионский пояс швейцарца по версии WKA по тайскому боксу, однако бой проходил по правилам кикбоксинга. Как оказалось, Хуг снова сумел выстроить удобный ему рисунок боя и взять судейское решение. Перелистнув страницу противостояния с Бернардо, Артс обрёл нового принципиального противника, который встал на пути к возвращению на вершину тяжёлого веса.

### Снова на вершине
Перед гран-при 1998 года, в июле, Артс провёл бой с бразильцем Франсиско Фильо. Фильо, один из лучших бойцов каратэ-кёкусинкай, был известен, прежде всего, своими победами над Энди Хугом, как в каратэ, так и в кикбоксинге, а также имел в активе выигранный поединок с Сэмом Греко. В свете конкуренции с Хугом бой с бразильцем был полезен для репутации Петера. Первый раунд встречи прошёл в пользу Артса, отправившего Фильо в нокдаун. Однако, сильное рассечение голени, полученное в начале боя, заставило Петера отказаться от продолжения, что привело к фиксации поражения техническим нокаутом. Впрочем, сам бой явно пошёл в актив Артса.
Гран-при 1998 года Петер начал с досрочных побед над хорватом Синишей Андрияшевичем и старым соперником Масааки Сатакэ. В полуфинале Артс снова (в шестой раз) встретился с Майком Бернардо, которого на этот раз победил менее, чем за три минуты (рефери остановил бой после второго нокдауна в первом раунде), а в финале расплатился с Энди Хугом, отправив того в нокаут в начале второй минуты первого раунда.
Артс в третий раз выиграл гран-при К-1, побив всех соперников досрочно, причём три боя финальной «восьмёрки» завершились в первом раунде. За один вечер Петер вернул себе звание чемпиона и подтвердил своё превосходство в противостояниях с главными конкурентами — Бернардо и Хугом.

### Досадные неудачи
За первую половину 1999 года чемпион Артс провёл пять поединков, выиграв все досрочно (побил, в том числе, ветерана Мориса Смита, бои с которым шестью годами ранее вывели Артса в элиту кикбоксинга, и Сэма Греко, которого на этот раз Петер нокаутировал во втором раунде).
В 1/8 финала гран-при 1999 года Артс победил решением судей голландца Ллойда ван Дамса, сменившего его на «посту» чемпиона мира по тайскому боксу по версии WMTA. А в четвертьфинале Петера ждал француз Жером Ле Банне, дважды побеждённый им прежде. В третьей встрече Ле Банне показал, что не зря считался одним из самых опасных нокаутёров тяжелого веса: в первом раунде, отправив Жерома в нокдаун, Артс поспешил завершить бой и в размене нарвался на встречный удар, оказавшись в нокауте. Спешка стоила Петеру чемпионства.
В первой половине 2000 года Артс, как и в прошлом году, проводил бои, участвуя в различных шоу К-1. Серия из трёх подряд досрочных побед (в том числе над новозеландцем Рэем Сефо, известным, кроме прочего, победой нокаутом над Ле Банне) оборвалась в июле неожиданным поражением от молодого француза Сириля Абиди. Как обычно, прессингуя уступавшего габаритами соперника, Петер оказался в нокауте во время размена ударами. Впервые за долгие годы Артс проиграл бойцу, не входившему в число ведущих тяжеловесов. В то же время, очередной нокаут в который раз продемонстрировал уязвимость Петера в боях с соперниками, обладающими мощными ударами руками (Бернардо, Ле Банне, Абиди). Нацеленный на нокаут, часто открытый и прямолинейный, Артс всегда был готов к бою «кость в кость», что делало непростительными недочёты в защите.
Реванш, состоявшийся месяцем позже, не внёс ясности, поскольку Петер в первом раунде травмировал спину и вынужден был отказаться от продолжения боя, заработав ещё одно поражение (технический нокаут).
В четвертьфинале гран-при 2000 года Артс получил возможность реваншироваться, одержав убедительную победу над Абиди судейским решением (отправлял соперника в нокдаун в первом раунде). Однако, полученные в ходе боя рассечения лба (столкновение головами) вынудили Петера сняться с турнира, не позволив попытаться вернуть титул чемпиона.

### 2001—2004: упадок
К началу 2001 года в послужном списке Артса значились 70 побед в 86 боях, 60 побед (85 %) были одержаны досрочно. На протяжении 10 лет Петер входил в число лучших тяжеловесов планеты, длительное время считался лидером тяжёлого веса. Ряду бойцов (Бернардо, Хуг, Ле Банне) удалось показать, что Артс не непобедим, и при определённых обстоятельствах взять верх над ним. Однако, всякий раз (кроме случая с Ле Банне) Петер реваншировал свои неудачи в ринге.
Первым «звонком», объявившем о спаде в карьере Артса, стал нокаут в бою с явным «андердогом» Абиди. И хотя это поражение лишь подтвердило старые преставления о уязвимостях в обороне Петера, оно стало началом упадка, длившегося более четырёх лет.
Артс уже не обладал прежней скоростью и таймингом, уступая манёвренным бойцам и не имея возможности держать соперников под постоянным прессингом; испытывал проблемы с выносливостью, прежде всего на турнирах. Поражения Мирко Филиповичу, Стефану Леко (оба — в 2001 году), Алексею Игнашову (в 2002 году), Мусаси (в 2003 году) явили миру нового Петера. И хотя поражение Игнашову Артсом было реваншировано, а проигрыш Рэю Сефо (выбивший Петера из гран-при 2002 года) стал результатом очень спорного судейского решения, Артс уже не воспринимался фаворитом гран-при. К тому же, добавились многочисленные травмы: из-за них Петер отказывался от продолжения боёв с Фильо (четвертьфинал гран-при 2001 года), Леко (вторая встреча, прошедшая в 2003 году), Ботой (четвертьфинал гран-при 2004 года), что по правилам фиксировалось как поражения техническим нокаутом.
Всего за 2001—2004 годы Артс проиграл восемь из двадцати боёв и лишь половину из выигранных сумел завершить досрочно.

### Возвращение
Гран-при 2005 года стал переломным в карьере Артса. Первым соперником Петера выступил американо-самоанский нокаутёр Сиала Мо Силиджия (более известен под псевдонимом «Могучий Мо»), за полуторалетнюю карьеру выбившийся на топовый уровень и сенсационно побивший полугодом ранее действующего чемпиона Реми Боньяски. Поединок показал полное доминирование Артса, не дававшего сопернику даже выйти на позицию для удара и закончившего бой во втором раунде нокаутом (лоу-кик). В четвертьфинале Артс в четвёртый раз в карьере вышел в ринг против Жерома Ле Банне. На этот раз француз был фаворитом (более того — одним из главных фаворитов всего гран-при). Бой дался Петеру тяжело, однако это не помешало ему нейтрализовать опасного противника и после дополнительного раунда заслужить победу решением судей.
Полученная в бою травма ребра заставила Артса сняться с турнира (уже четвёртое гран-при для него завершалось травмой), однако победа над Ле Банне существенно повысило его рейтинг, и в марте 2006 года Петеру организовали бой против Сэмми Схилта, выигравшего гран-при 2005 года. Голландский великан Схилт (212 см, 130 кг) ворвался в мир большого кикбоксинга в 2005 году, выдав серию из девяти побед и побив, в том числе, Глауби Фейтосу, Рэя Сефо, действующего двукратного чемпиона Реми Боньяски, Эрнесто Хоста, и казался непобедимым. Однако, Артс сумел выстроить крайне неудобный для чемпиона рисунок боя и одержать верх решением судей (стоит отметить, правда, что на решение повлияла и жёлтая карточка, заработанная Схилтом за толчки).
Победы над Силиджией, Ле Банне и, прежде всего, чемпионом Схилтом ознаменовали возвращение Петера в элиту тяжёлого веса.

### 2006—2007: Второй после Схилта
В мае 2006 года Артс неожиданно стал участником поединка с Эрнесто Хостом, у которого сорвался запланированный бой с Бобом Саппом. Не готовившийся Петер вышел в ринг в экипировке выступавшего в тот же вечер Схилта. Поединок, завершившийся победой Хоста, был похож на показательный дружественный спарринг, а потому его результат не отразился на положении Артса.
Выиграв перед гран-при два боя, Петер в четвертьфинале встретился с японцем Мусаси, имевшим в активе победы над Рэем Сефо, Кауклаем Кэннорсингом, Русланом Караевым и самим Артсом. На этот раз Петеру хватило одного раунда, чтобы нокаутировать соперника. А в полуфинале Артс отправил в нокаут во втором раунде бразильца Глауби Фейтосу, известного бойца каратэ-кёкусинкай, вошедшего в число лучших кикбоксеров после побед над Мусаси, Полом Словински и Русланом Караевым.
Впервые за семь лет Петер вышел в финал гран-при, где его ожидал реванш с действующим чемпионом Схилтом. В этот раз, однако, Петер не сумел повторить успех первой встречи. Грамотно используя превосходство в длине рук и встречая противника коленями при сближении, Сэмми одержал победу (во втором раунде Артсу отсчитали нокдаун).
Впрочем, Схилт оставался единственным, кто был способен противостоять Петеру. В 2007 году, завершив досрочно два поединка, Артс открыл очередное гран-при уверенной победой над Рэем Сефо, отказавшимся от продолжения боя после первого раунда. В четвертьфинале Петеру понадобилось два раунда, чтобы в одностороннем бою побить новую японскую звезду Дзюнъити Саваясики, громко заявившего о себе недавними победами над Жеромом Ле Банне и Юсукэ Фудзимото. Наконец, в полуфинальном бою Петер встретился с двукратным чемпионом Реми Боньяски, побеждавшим за последние годы таких бойцов, как Сапп, Мусаси, Хост, Игнашов, Силиджия, Леко, Фейтоса. В непростом бою Артс сумел раз за разом перехватывать инициативу у активно работавшего ногами и коленями взрывного и более быстрого соперника, заработав в итоге победу решением судей.

Как и годом ранее, в финале гран-при Петер встретился с Сэмми Схилтом. На этот раз взять реванш Петеру помешала травма ноги, полученная в первом раунде и приведшая к отказу от продолжения боя.

Победы над Силиджией, Ле Банне, Фейтосой, Саваясики, Боньяски, реванши, взятые у Мусаси и Сефо, бесспорно свидетельствовали об элитном уровне Артса. Однако, теперь ему была отведена лишь вторая роль после чемпиона Схилта.

### Дорогу молодым
Гран-при 2008 года Артс начал с поединка против старого соперника Сэмми Схилта, выигравшего подряд три прошлых гран-при. Два предыдущих боя Петер проиграл, однако на этот раз он подошёл к поединку свежим. Работая в агрессивной манере, на опережение, Артс сумел ошеломить соперника и навязать ему свой рисунок боя. Доведя до цели большое количество ударов, Петер выиграл бой решением судей, сотворив настоящую сенсацию и развеяв миф о неуязвимости Схилта.
Тем не менее, победа над доминирующим чемпионом во многом объяснялась неудобностью Петера для Схилта вкупе с нацеленностью Артса на принципиального соперника. Как оказалось, успех не гарантировал превосходство 38-летнего ветерана над представителями молодого поколения. Уже в четвертьфинальном бою Артс проиграл (остановка боя рефери во втором раунде) 23-летнему Бадру Хари, оказавшись неспособным противостоять скорости и напору соперника. В гран-при 2009 года Петер был остановлен ещё одним представителем новой волны Алистаром Оверимом уже на стадии 1/8 финала, впервые за свою историю К-1 не став участником финальной «восьмёрки».
Впрочем, несмотря на неудачи и возраст, Артс оставался в обойме лучших тяжеловесов, и другим бойцам из новой элиты не удавалось его пройти. В тяжёлых упорных боях (в двух случаях — с назначением дополнительного раунда) Петер побеждал таких сильных соперников, как Эррол Зиммерман, Гёкхан Саки, Эвертон Тейшейра, оставаясь единственным из поколения 1990-х годов, кто не только продолжал выступать на высоком уровне, но и составлял жесточайшую конкуренцию молодым бойцам.

Отдельным эпизодом стала авантюрная затея с поединком против сильного японца Кётаро Фудзимото в категории до 100 кг (на кону стоял титул чемпиона К-1 в этом весе). Измождённый сгонкой веса Петер был безоговорочно побеждён (нокаут во втором раунде), что создало обманчивое впечатление о его плохой форме.

В финальной «восьмёрке» гран-при 2010 года Артс, ожидаемо пройдя в четвертьфинале Сиалу Мо Силиджию, встретился в полуфинальном бою с Сэмми Схилтом. Сэмми на тот момент был действующим чемпионом (вернул себе звание на гран-при 2009 года), однако победить Петера ему снова не удалось. Победа, ставшая не меньшей сенсацией, чем в прошлый раз, далась Артсу тяжелее прежней и отняла много сил — в финале он продержался чуть более минуты, вновь проиграв Алистару Овериму.

### 2011—2012 годы
В 2011 году в связи с банкротством FEG (концерн, являвшийся собственником К-1) гран-при (как и промежуточные турниры) К-1 не проводились. За весь год Артс вышел на ринг лишь однажды, побив некоего японского бойца, выступившего под псевдонимом «Мистер Камикадзе».
В 2012 году 41-летний Петер провёл поединок с одним из лучших молодых бойцов Тайроном Спонгом, которому проиграл техническим нокаутом в третьем раунде. В декабре того же года, приняв участие в гран-при Glory WS (заменило гран-при К-1 на позиции крупнейшего турнира в тяжёлом весе), Артс не ответил на вопрос о конкурентоспособности на высшем уровне, отказавшись от продолжения первого же поединка в связи с травмой руки.

### По-прежнему в строю
В мае 2013 года соперником Петера стал молодой боец Джамаль бен Саддик, полуфиналист прошлогоднего гран-при Glory WS, сенсационно победивший по ходу турнира Реми Боньяски и Эррола Зиммермана. В бою с малотехничным, но агрессивным и габаритным (202 см, 122 кг) соперником Артс решил не отдавать инициативу и не уходить от разменов ударами, что для 42-летнего ветерана было крайне рисковано. В первом раунде Петер оказался в нокдауне и получил серьёзное рассечение над глазом, однако не отступил от плана на бой. Во второй трёхминутке Артс, будучи более точным, трижды отправил бен Саддика в нокдаун, что по правилам принесло ему досрочную победу и подтвердило конкурентный статус Петера в элите тяжёлого веса.
В очередном гран-при Glory WS, состоявшем на этот раз всего из четверых бойцов (октябрь 2013 года), Артс участия не принял. Однако, именно Петер был выбран в качестве первого соперника для новоиспечённого чемпиона Рико Верхувена, записавшего за текущий год в актив победы над Эрролом Зиммерманом, Гёкханом Саки и Даньелом Гицэ. 21 декабря Артс проиграл раздельным решением судей Рико Верховену.
29 мая 2014 Петер провёл ничейный бой с Девеем Купером, 4 августа 2014 проиграл Фредди Кемайо, а 19 октября 2014 года — проиграл Эрнесто Хосту.

## Опыт всмешанных единоборствах
В 2005 году Артс для привлечения интереса публики был задействован в двух боях по смешанным правилам. Первый поединок в июне Петер выиграл, победив техническим нокаутом экс-сумотори Юити «Вакашойо» Бабагути, а второй — в декабре — проиграл болевым на ногу Сунго Ояме. Ввиду неумения и нежелания вести бой в партере, Артс более не выступал в чужом для себя виде спорта.

## Титулы и достижения

### Тайский бокс
- 1991 — чемпион мира по версии WMTA в тяжёлом весе
- 1995 — чемпион мира по версии WMTA в супертяжёлом весе

### Кикбоксинг
- 1990 — чемпион мира по версии IKBF в тяжёлом весе
- 1994 — победитель турнира «The Night of the Stars»
- 1994 — победитель Мирового Гран-при K-1
- 1995 — победитель Мирового Гран-при K-1
- 1998 — победитель Мирового Гран-при K-1

## Семья
Племянником Петера является голкипер Майкел Артс, выступающий с 2010 года за берлинскую «Герту».